# Alain de Tinténiac
Alain de Tinténiac (1315~20 † 1352) est un seigneur breton du XIVe siècle, mort en 1352 lors de la Bataille de Mauron. Il était au sac de Quimper en 1344 et participa plus tard au Combat des Trente, en 1351.
Il est le fils de Olivier de Tinteniac et de Eustaice de Chateaubriant. Il n'eut pas de descendance.